# Alex Keddie
Alex Keddie (Glasgow, 23 gennaio 1981) è un ex calciatore scozzese, di ruolo difensore.

## Caratteristiche tecniche
Difensore centrale, può giocare come terzino su entrambe le fasce.

## Carriera
Vanta 36 presenze nella massima divisione scozzese.

## Palmarès

### Club

#### Competizioni nazionali
- Scottish League One: 1

Ross County: 2007-2008
- Scottish Challenge Cup: 1

Ross County: 2006-2007